# Juan Pablo Salinas Teruel
Juan Pablo Salinas Teruel (Madrid, 1871 - Roma, 1946) va ser un pintor espanyol que es va dedicar principalment a la pintura costumista, temes orientals, vistes d'interiors d'edificis religiosos i escenes de casacones (escenes cortesanes palatines ambientades en salons dels segles XVII i XVIII). La seva obra es pot contemplar al Museu de Belles Arts d'Astúries i és present en nombroses col·leccions particulars, com la Col·lecció Bellver de Sevilla. El seu germà Agustí Salinas Teruel (Saragossa, 1861 - Roma, 1915) va ser també pintor.